# Dale Crover
Dale Crover, född 23 oktober 1967 i Aberdeen, Washington USA, är en amerikansk trumslagare, sångare, låtskrivare och gitarrist.
Dale har sedan 1984 spelat trummor i bandet Melvins, men har även en kort tid spelat och vikarierat i grungebandet Nirvana, detta eftersom Dale var god vän med Kurt Cobain, som han i mitten av 1980-talet spelade tillsammans med i bandet Fecal Matter. Dale spelar även trummor i bandet Men of Porn (även kallade "Porn"), sjunger i bandet Altamont och spelar ibland gitarr live tillsammans med Big Business, även om han inte är en officiell medlem i bandet. På senare år har han även spelat och turnerat ihop med supergruppen Shrinebuilder tillsammans med Scott Kelly (Neurosis), Scott "Wino" Weinrich (Saint Vitus) och Al Cisernos (Sleep, OM). I oktober 2009 släppte gruppen en självbetitlad platta på Neurot Recordings.
1992 blev Crover handplockad till Neil Youngs video "Harvest Moon", där hans roll blev att spela en yngre version av Neil.

## Med The Melvins
1984 blev Dale Crover trummis i bandet The Melvins, och har spelat där sen dess. Tillsammans med Buzz är han nu den enda långvarade medlemmen i bandet. Även om Buzz skriver de flesta låtarna, så har Dale Crover skrivit alla låtarna på EP:n Dale Crover.
Eftersom The Melvins musik ofta har en kraftig och skrikig sång, händer det ofta att Dale sjunger med i samma stämma som Buzz. Det resulterar i en lite fylligare och brutalare sång.

## Med Kurt Cobain och Nirvana
På Nirvanas debutskiva, Bleach (1989), spelar Dale trummor på låtarna "Floyd the Barber" och "Paper Cuts" Han spelade även in fler låtar, varav några ("Downer", "Aero Zeppelin", "Beeswax", "Hairspray Queen" och "Mexican Seafood") senare skulle släppas på ett annat av Nirvanas album kallat Incesticide. De övriga släpptes med Nirvana-boxen With the Lights Out ("If You Must" och "Pen Cap Chew"), förutom "Spank Thru" som förblivit outgiven. Nirvana spelade också en 14-låtars lång liveshow i Tacoma, Washington med Crover på trummor. "Downer", "Floyd the Barber" och "Raunchola/Moby Dick" från den spelningen finns också med på With the Lights Out-boxen. I Nirvana ersattes Crover senare av Dave Foster.